# Ytse Jam
«Ytse Jam» es la tercera canción del álbum When Dream and Day Unite hecho por la banda de metal progresivo, Dream Theater en 1989.
Destaca por ser el primer tema instrumental de Dream Theater en estudio; así como es el único tema de la banda que posee solos de todos los instrumentos empezando con teclado, continuando con guitarra, bajo y al final batería.
El nombre de la canción "Ytse Jam" es la palabra "Majesty" (majestad en español) escrita al revés. Hace referencia al nombre original de la banda "Majesty", el cual tuvieron que cambiar por razones legales.

## Diferentes versiones
- La canción aparece en el CD Once in a LIVEtime
- La canción también aparece en el DVD y VHS Images and Words: Live in Tokyo.
- Una parte de la canción también puede ser encontrada en la canción Instrumedley.